# 幻想交響曲
《幻想交響曲》，第14號作品（或目錄第48號），乃埃克托·柏辽兹於1830年間所作的交響曲作品。作曲家创作灵感来源于他倾注以狂热爱情的爱尔兰籍的莎士比亚戏剧女演员哈麗艾特·史密森。作为标题音乐完美而明晰的范例，該作品在早期浪漫主義音樂當中被推崇為最重要及最具代表性的交響曲之一，時至今日仍廣受全球各地的音樂演奏會聽眾歡迎。在2016年一項針對151位指挥家的訪談統計中，《幻想》獲得第七位的評價。

## 分析
本交響曲是一首標題音樂，描繪一個具奔放想像力的藝術家，由於對渺茫的愛情深刻感到絕望，吞食鴉片自殺的故事。雖然在當時交響曲普遍以四個樂章組成，本曲卻含有以下五個具有獨立標題的樂章。
1. 夢與熱情（Rêveries - Passions）
2. 一場舞會（Un bal）
3. 園林美景（Scène aux champs）
4. 斷頭台進行曲（La marche au supplice）
5. 女巫安息日的夜夢（Songe d'une nuit de sabbat）

### 配器
- 木管樂器：2長笛（第2長笛兼任短笛）、2雙簧管（第2雙簧管兼任英國管）、2單簧管（第1單簧管兼高音單簧管）、4巴松管
- 銅管樂器：4圓號、2小號、2短號、3長號、2低音號（原為奧菲克萊德號（英语：Ophicleide））
- 敲擊樂器：2組定音鼓（最多需要4名樂手）、2大鼓、踫鈸、吊鈸、小鼓、C音及G音鐘 (敲擊器)（後台，如沒有鐘則需要在台前以多部鋼琴代替）[註 2]
- 絃樂器：第1小提琴、第2小提琴、中提琴、大提琴、低音提琴、2豎琴

依照工具書《管弦樂作品手冊》指示，上述之配器可簡記為"*2 *2 +2 4—4 4 3 2—4tmp+2—2hp—str"。

### 架構
第一樂章
此段樂章以和諧的引子作為射出點，並建立巨大的主線，此舉亦跟古典樂法當中之奏鳴曲式相類似；並以此線進入巴黎式風格之開端。
故事中的主角是一位疯狂迷恋着美丽女主角的青年藝術家，但是他狂热的爱情却得不到回应。最后于万般无奈之下，这位年轻而绝望的音乐家用鸦片麻醉并毒害自己。在一个漫长的梦境中，浮现出一系列的幻觉和噩梦，他所爱之人的形象一次又一次地闯入他的脑海。他回忆起在她出现在自己生活中之前，往昔的幸福欢乐和消沉压抑，与她邂逅之后自己神经质而狂热的激情，以及宗教给予他的唯一安慰。
第二樂章
第二樂章引入一場舞会的音樂—因上流社會五光十色、紙醉金迷的舞會，由小提琴及豎琴表示。随着舞蹈的旋轉，他再次隐约瞥见他爱人的身影；因他深信，無論自己身在何方，只要見到或想起她，情緒自然激動。
第三樂章
往郊外跑的藝術家，聽見兩個人吹起風笛，遙遠呼應，心情因而豁然暢快，然而，他對心上人仍念念不忘。最後，一個牧人吹起風笛，另一人卻不知所終，後來暴風雨亦迫近。
第四樂章
深知自己滿腔情意毫無回報的藝術家，竟企圖吞鴉片自殺，但由於份量太少，使他陷入一連串惡夢般的幻覺中，及夢見自己殺死了心上人，被判死刑後押赴刑場，震驚恐懼地看著鍘刀砍下，親睹自己身首異處。
第五樂章
鴉片誘發的夢境仍永無休止，因藝術家看見一大群可怕的女巫、靈體及怪物聚在一起要為他送葬；至於怪異的嘈吵聲、呻吟聲、突如其來的笑聲、遠處的呼喊聲亦此起彼落。女巫、怪物歡呼之際，心上人出現了—但她馬上開始到處行樂，舉止古怪。原本古老而高貴的聖詠《震怒之日》，在這裡顯得怪異滑稽—《震怒之日》傳統上會令人聯想到死亡；現在，在這個精神錯亂的可憐藝術家的葬禮上，卻帶有輕蔑之意。

## 商業錄音
| 年份 | 演出者                       | 廠牌       | 備註                                            |
| ---- | ---------------------------- | ---------- | ----------------------------------------------- |
|      | 梅塔，纽约爱乐               | Decca      |                                                 |
| 1991 | 加德纳，革命与浪漫乐团       | Decca      | 音楽之友社《不滅の名盤 1000》（2018年12月）推薦 |
| 1993 | 郑明勋，巴士底歌劇院管弦樂團 | DG         | 音楽之友社《不滅の名盤 1000》（2018年12月）推薦 |
| 1959 | Paul Paray，底特律交響樂團   | Mercury    | 音楽之友社《不滅の名盤 1000》（2018年12月）推薦 |
| 1967 | 孟許，巴黎管弦乐团           | EMI Warner | 音楽之友社《不滅の名盤 1000》（2018年12月）推薦 |

## 軼事
- 1830年12月5日在巴黎音樂學院舊禮堂的首演相當成功，李斯特聽後十分雀躍，曾力邀白遼士到他家中晚膳，並滔滔不絕地說自己如何熱衷於其作品。白遼士讓觀眾傳阅他親自撰寫的樂曲介紹，說明此曲為「用器樂演出的戲劇」，故此欠缺台詞輔助下，故事大綱先要由白遼士解釋清楚。
- 白遼士1833年終於說服哈麗艾特·史密森下嫁，兩人自此快快樂樂地生活下去，本應大團圓結局，惜事與願違，不知是否因為一個是身無分文的過氣女演員，與一個是身無分文的反音樂建制作曲家感情不合，兩人最終離婚收場，因此，交響曲之成名，與兩人的婚姻失敗，亦構成強烈對比。

## 外部連結
- 幻想交響曲：国际乐谱典藏计划上的乐谱
- 《是女神還是冤家? 幻想交響曲錄音版本淺談》，南方音響（原始內容存檔於2019-12-05）